# 川北ゆめき
川北 ゆめき（かわきた ゆめき、1994年7月16日 - ）は、日本の映画監督、脚本家である。神奈川県出身。中央大学文学部国文学専攻卒業。合同会社ユメキラメク代表

## 来歴
脚本製作や映画撮影を志し、中央大学入学後「中央大学映画研究会」に入会。「この先も映像製作を生業として生きていきたい人」と「普通に就職するつもりの人」が混在した環境の中で映画製作に打ち込む。
2017年に、5作目の監督作品となる『変わらないで。百日草』が「カナザワ映画祭2017 期待の新人部門」および「第18回 TAMA NEW WAVE ある視点部門」にノミネート。
2018年には直井卓俊の企画の下で製作した『満月の夜には思い出して』を発表。実体験を基に制作した本作は「MOOSIC LAB 2018」にノミネートされ、音楽およびキャストを務めた大槻美奈に「特別賞(スペシャル・メンション)」を与えるに至った。
2019年に天野友二朗監督の『脂肪の塊』で助監督を務めた後、2020年には「第42回ヨコハマ映画祭」で入選を果たした城定秀夫監督の『アルプススタンドのはしの方』でメイキング監督を務めた。
2022年には青木柚、中村守里の主演映画『まなみ100%』の制作を発表。クラウドファンディングでは目標金額の150万円を大きく上回る340万円を達成。また、映画応援コミュニティ「DOKUSO映画館」と音楽×映画をコンセプトにした映画祭「MOOSIC LAB」が共同で発足した映画製作レーベル「Dm7（ディーエムセブン）」の第一弾でもある。

## 人物
過去2作の長編作品において大槻美奈を起用している。そのきっかけは川北自身が大学3年の暮れ、周りが就職活動を始める時期に「映画を撮る意味」「ものを作る意味」について躊躇いを感じていた折、大槻の楽曲を通して彼女の「ものづくりの姿勢」に出会い自身が救われた体験からであり、特に2作目『満月の夜には思い出して』は「自分が彼女の音楽に救われたように、観てくれた人に何かを残せる映画を作りたい」という強い思いから「MOOSIC LAB」に企画を持ち込んだという。
中央大学映画研究会の先輩に『ラブひな』や『魔法先生ネギま』で知られる漫画家の赤松健がおり、『満月の夜には思い出して』が池袋シネマロサで劇場公開された際にはトークゲストとして招聘している。

## 主な作品

### 監督作品
- 変わらないで。百日草 (2017) - 監督・脚本[16]
  - 第18回TAMA NEW WAVE ある視点部門入選[5]。
- 満月の夜には思い出して (2018) - 監督・脚本・編集[6]
  - MOOSIC LAB 2018 長編コンペティション部門 入選[7]。
- まなみ100% (2023) - 監督・編集
  - 第32回TAMA CINEMA FORUM 特別招待作品[17]。
  - MOOSIC LAB 2023 特別上映作品[18]。

### その他
- 脂肪の塊 (2019) - 助監督・録音[9]
- 幸福な囚人 (2019) - 録音助手[19]
- アルプススタンドのはしの方 (2020) - メイキング監督[10]
- クロガラス0 (2022) - メイキング監督
- クロガラス3 (2022) - メイキング監督
- 幕が下りたら会いましょう (2021) - メイキング監督
- 辻占恋慕 (2022) - メイキング監督

### ミュージックビデオ
- 終わらないで、夜 -「Beyond the Night Sky」(2019) - 監督・編集[20]
- 終わらないで、夜 -「Mother Depth」(2020) - 監督・編集[21]